# Dagboek (financieel)
Een financieel dagboek met betrekking tot een bepaalde grootboekrekening is een onderdeel van de financiële boekhouding. In het dagboek vindt aantekening plaats van alle financiële feiten die betrekking hebben op de betreffende grootboekrekening. In een boekhouding komen nagenoeg altijd de volgende dagboeken/grootboekrekeningen voor:
- kasboek
- bankboek
- inkoopboek
- verkoopboek
- diverse postenboek (memoriaal)

Afhankelijk van de behoefte van het bedrijf kan een grotere verscheidenheid aan dagboeken in gebruik zijn. Bij elkaar bestaan ze uit alle journaalposten.
De aantekening vindt plaats aan de hand van de primaire documenten die op de gebeurtenissen betrekking hebben. Primaire documenten zijn bijvoorbeeld kwitanties, bankrekeningafschriften, inkoopfacturen, kopie-verkoopfacturen. De primaire documenten worden systematisch gearchiveerd. Bij de dagboekaantekening wordt een verwijzing geplaatst naar het primaire document.
Periodiek worden de mutaties van het dagboek samengeteld en via het journaal op de verschillende rekeningen van het grootboek geboekt.